# Csalami Csaba
Csalami Csaba (Pécs, 1975. július 14. –) magyar televíziós műsorvezető, zenész. Korábban televíziós bemondó és szerkesztő, de dolgozott színészként, manökenként és táncoktatóként is.
2017-ben a Duna tévécsatorna Család-barát című műsorát vezeti Somogyi Dia oldalán.

## Pályája

### Színész, táncoktató
Színésznek indult: saját elbeszélése szerint ötéves korában "egy anyák napi rendezvényen való fellépés után elhatároztam, a jövőben csakis a színpadon vagy kamerák előtt fogok élni". Újságírói pályája kezdete előtt csakugyan dolgozott színészként a Pécsi Nemzeti Színházban. Táncolni tanult, és ez annyira megtetszett neki, hogy a főiskolai testnevelési tanári képzés helyett átiratkozott a táncművészeti főiskola pécsi modern táncpedagógusi képzésére. Itt 2005-ben végzett. Tanítványai országos versenyeken vettek részt.

## Újságíró
Az újságírói pályán 2003-ban indult el, ekkor még megtartva a táncoktatói munkát is. A Magyar Televízió pécsi körzeti stúdiójában lett riporter és műsorvezető, amihez három megyében kellett utazgatnia. 
2005-ben két ekkor is művelt szakmája közül az újságírást választotta. A Hír TV-hez műsorvezetőt kerestek, és egy főnöke őt ajánlotta. Egy hónapig járt próbahíradókra és beszédtechnika-tanárhoz, megkapta az állást, és 2005 márciusában munkába állt, és Szöllősi Györgyi műsorvezető párja lett. Nagy váltás volt az is, hogy ehhez Budapestre kellett költöznie. "Harminc évig éltem Pécsett, lokálpatrióta vagyok… Nem volt könnyű a gyors váltás, de gyakran járok haza, és szerencsére elég alkalmazkodó is vagyok" – mondta 2005-ben a Magyar Nemzetnek.
A Hír TV után az állami televízió kulturális csatornája, az M5 szerkesztője volt.
A 10. évadába lépő Család-barát műsorvezetője lett 2017. augusztus végén, megtartva az M5 Kulturális Híradójának szerkesztését is.

## Filantrópia, magánélet
Tevékenykedett a Rákosmenti Ezüsthárs Alapítványban, amely többek közt a 2010-ben a vörösiszap elöntötte települések lakóinak nyújtott segítséget.
Szerepe volt a pécsi Rockmaraton szervezésében. Szintetizátoron játszik, dobol, és szeret főzni.